# Utah Eagles
Utah Eagles fue un equipo de baloncesto que jugó una temporada en la CBA. Tenían su sede en la ciudad de Taylorsville, Utah, y disputaban sus partidos en el Lifetime Activities Center, el pabellón del Salt Lake Community College.

## Historia
En septiembre de 2006 se anunció la creación del equipo, que se incorporaría a la liga CBA. Disputaron 24 partidos, en los que consiguieron únicamente 6 victorias, hasta que mediada la temporada, en enero de 2007 anunció el cese de su actividad debido a problemas de su propietario, celebrándose un draft de expansión para recolocar a los jugadores en otros equipos.

## Temporadas
| Temporada | Liga | Denominación | G | P  | %    | Pos. | Playoffs |
| --------- | ---- | ------------ | - | -- | ---- | ---- | -------- |
| 2006-07   | CBA  | Utah Eagles  | 6 | 18 | 25,0 | 4º   | -        |

## Jugadores célebres
- Evric Gray
- Julius Nwosu